# CYTBIN
CYTBIN (Cytowania w Bibliotekoznawstwie i Informacji Naukowej) – indeks cytowań w postaci bibliograficznej bazy danych. Źródłem opisów do bazy są artykuły z czasopism naukowych i fachowych z zakresu bibliotekoznawstwa oraz informacji naukowej, takich jak: Bibliotekarz, Przegląd Biblioteczny, Praktyka i Teoria Informacji Naukowej i Technicznej, Roczniki Biblioteczne oraz Zagadnienia Informacji Naukowej. 
Baza jest tworzona przez studentów, doktorantów i pracowników Instytutu Bibliotekoznawstwa i Informacji Naukowej Uniwersytetu Śląskiego. Studentom – w ramach zajęć z Organizacji i metod działalności informacyjnej – przydziela się do opracowania rekordy w postaci artykułów i recenzji z wybranych periodyków, które są przez nich samodzielnie rozpisywane w specjalnie przygotowanych formularzach, a potem korygowane przez pracowników instytutu. Do zadań studentów należy sporządzenie opisu bibliograficznego dokumentów cytujących oraz opisów dokumentów cytowanych w bibliografii załącznikowej lub przypisach według ujednoliconego schematu. W czasie ćwiczeń wyjaśniane są różnego rodzaju wątpliwości i wprowadzane uzupełnienia. Jako system zarządzania bazą wykorzystywany jest program Microsoft Access. Pomysł budowy bazy zrodził się w 2002 roku w Zakładzie Bibliografii i Informacji Naukowej Uniwersytetu Śląskiego. 
Baza składa się z pełnych opisów prac cytujących zaopatrzonych w abstrakty w języku polskim i angielskim, słowa kluczowe, symbole klasyfikacji tematycznej Library and Information Science Abstracts oraz opisów prac cytowanych. Bazę można wykorzystać podczas tworzenia zestawień bibliograficznych, bibliografii zalecających czy załącznikowych.
CYTBIN może być przeszukiwany poprzez następujące indeksy: 
- indeks autorów artykułów
- indeks autorów źródeł cytowanych w przypisach i bibliografiach załącznikowych
- indeks czasopism

CYTBIN w liczbach
(stan na 2004 rok):
- Liczba rekordów źródeł cytujących: 916
- Liczba rekordów źródeł cytowanych: 5176
- Zasięg chronologiczny: 2000-
- Aktualizacja: 1 raz w roku